# Bertil Traneus
Nils Bertil Traneus, född 30 september 1884 i Fritsla församling, Älvsborgs län, död 19 november 1953 i Oscars församling, Stockholm, var en svensk elektroingenjör.
Traneus, som var son till ingenjör Rudolf D. Traneus och Hilma Strömberg, avlade studentexamen i Göteborg 1903 samt studerade vid Chalmers tekniska läroanstalt 1903–1906 och vid Technische Hochschule i Zürich 1906–1908. Han var posthavande ingenjör vid kommunala elektricitets- och vattenverket i Bern 1908–1909, konstruktör hos AG Brown, Boveri & Co i Baden, Schweiz, 1910, föreståndare för Kristianstads stads belysningsverk 1911–1916, avdelningschef vid Svenska AB Gasaccumulator i Stockholm 1917–1918, ombudsman i Svenska Elektroindustriföreningen i Stockholm 1919–1925, verkställande direktör för Annonsbyrån Sten AB i Stockholm 1925–1929, för Annonsbyrån Sten-Krantz AB där 1930–1933 och för Förenade Landsortstidningar i Stockholm från 1933.
Traneus var hissinspektör i Kristianstads stad 1914–1916, sekreterare hos 1919 års sakkunniga för Chalmers tekniska instituts omorganisation 1919–1921, sekreterare i elektriska standardiseringskommittén 1919–1925, generalsekreterare vid andra nordiska elektroteknikermötet i Göteborg 1923, generalkommissarie för Svenska veckan 1926, sekreterare i Chalmersska Ingenjörsföreningens avdelning i Stockholm  1917–1919 och ordförande där 1933–1938 samt hedersledamot 1943. Han författade Elektroindustrien (1922) samt omkring 400 artiklar i fack- och dagspress.